# Eduard Duriaux
Eduard Duriaux (6 aprile 1890 – 29 luglio 1960) è stato un calciatore svizzero, di ruolo difensore.

## Carriera

### Club
Ha sempre giocato nel campionato svizzero.

### Nazionale
Ha collezionato sei presenze con la maglia della Nazionale.